# Heterolocha sachalinensis
Heterolocha sachalinensis är en fjärilsart som beskrevs av Matsumura 1925. Heterolocha sachalinensis ingår i släktet Heterolocha och familjen mätare. Inga underarter finns listade i Catalogue of Life.